# 85IA6 Lejer-2
85IA6 Lejer-2 (ros. 85Я6 «Леер-2») – rosyjski system walki elektronicznej.

## Historia
System został zaprojektowany i zbudowany przez Wojskowe Przedsiębiorstwo Przemysłowe (ros. «Военно-промышленная компания») i Wszechrosyjski Instytut Naukowo-Badawczy Etałon (ros. ВНИИ «Эталон»). Jest przeznaczony do prowadzenia rozpoznania źródeł emisji radiowych przeciwnika oraz ich zakłócania i tłumienia. Lejer-2 może być użyty do zagłuszania systemów telefonii komórkowej GSM, ponadto może być też wykorzystany do symulowania działania systemów radioelektronicznych wroga. Jego przeznaczeniem jest działanie na pierwszej linii walk, był przewidziany na wyposażenie wojsk lądowych oraz powietrznodesantowych Federacji Rosyjskiej. Testy systemu zostały przeprowadzone w 2012 r. w 106. Dywizji Powietrznodesantowej Gwardii i 98. Dywizji Powietrznodesantowej Gwardii.
Do służby został wprowadzony w 2014 r. W 2017 r. pojazdy systemu zostały przekazane jednostkom rosyjskim stacjonującym na terenie Abchazji.
Daje możliwość wyszukiwania źródła sygnału, nagrywanie, pomiar parametrów sygnałów urządzeń radiowych VHF, radiokomunikacji komórkowej. Jest zdolny do selektywnego i szerokopasmowego zagłuszania w paśmie VHF, GSM 900, GSM 1800/1900, CDMA2000, WCDMA, AMPS/D-AMPS, komórkowe systemy mobilne NMT-4501 oraz komunikacji o znaczeniu krytycznym obejmującej systemy TETRA i MPT 1327. Zainstalowane wyposażenie umożliwia działanie samodzielne lub we współpracy z innymi systemami walkie elektronicznej.

## Konstrukcja

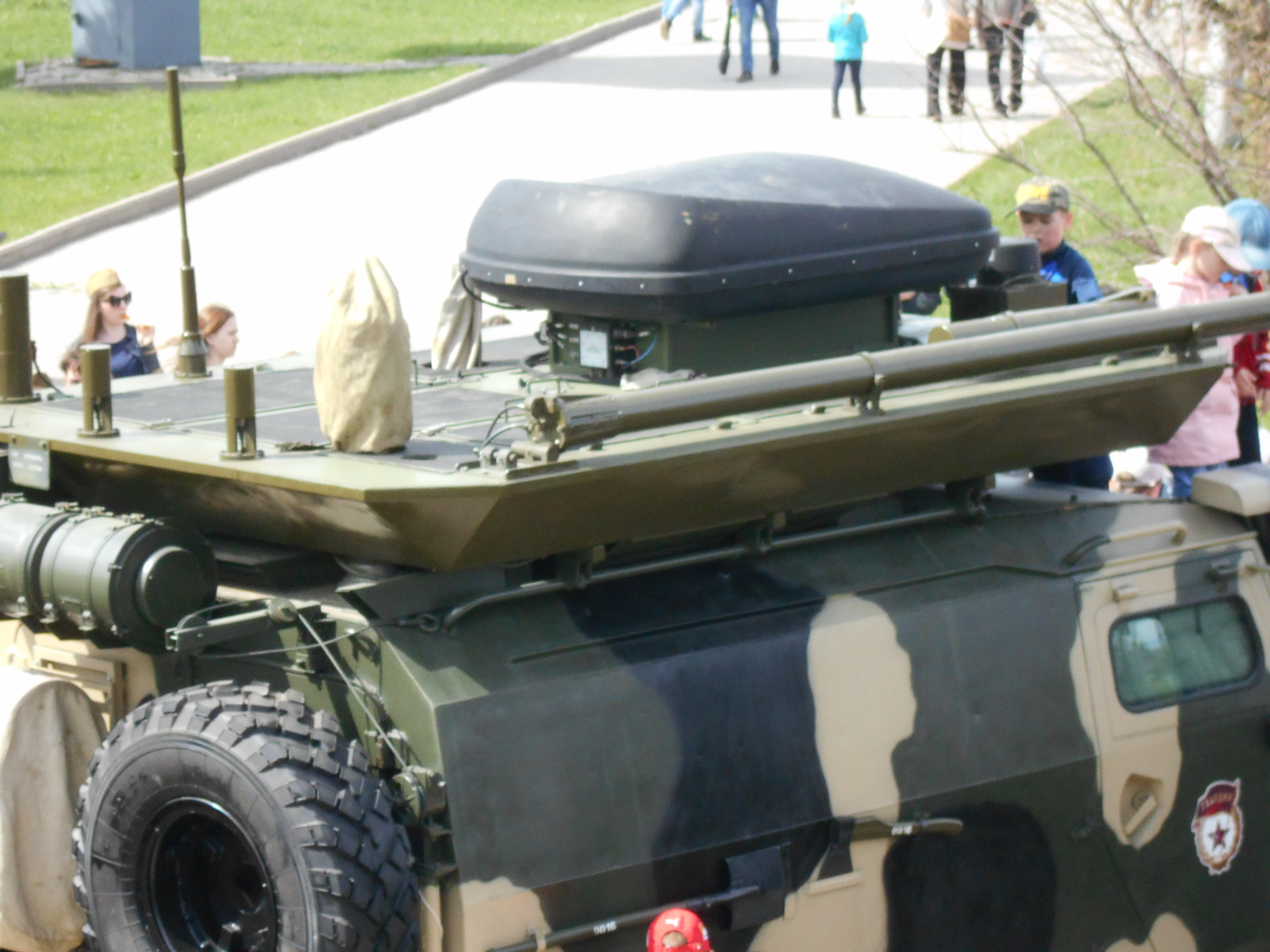
Złożone anteny na dachu pojazdu

System jest zainstalowany na podwoziu samochodu opancerzonego GAZ Tigr-M. W skład załogi wchodzą dwie osoby – kierowca i operator. Praca systemu jest możliwa podczas ruchu pojazdu. W pozycji statycznej załoga ma możliwość rozłożenia dwóch anten zamocowanych na dachu pojazdu. Pojazd jest wyposażony w niezależne źródło zasilania energią elektryczną.  

## Użycie bojowe
System Lejer-2 został wykorzystany podczas agresji Rosji na Ukrainę w 2022 r. Jeden z pojazdów został zniszczony wiosną 2022 r. w obwodzie mikołajowskim.